# Robert I de Bar
Robert I de Bar (8 de novembre de 1344 - 12 d'abril de 1411) va ser marquès de Pont-à-Mousson i comte de Bar de 1352 a 1354, després duc de Bar de 1354 a 1411. Era el fill segon d'Enric IV, comte de Bar, i de Violant de Dampierre.

## Matrimoni i descendència
Es va casar el 1364 amb Maria de França (1344 -1404), filla de Joan II el Bo, rei de França, i de Bonna de Luxemburg. Van tenir a:
- Violant (1365 -1431), casada el 1380 amb Joan el Caçador de Catalunya i Aragó (1350 -1396)
- Enric (1362 -1397), senyor de Marle, mort prop de Venècia poc després de la batalla de Nicòpolis, on havia estat fet presoner; casat el 1384 amb Maria de Coucy, del que va tenir a Robert de Marle, comte de Soissons (1390, mort a Azincourt 1415
- Felip (1372 -1396), mort igualment a la batalla de Nicòpolis
- Carles (1373 -1392), senyor de Nogent-le-Rotrou
- Maria (1374-?), casada el 1384 amb Guillem II, marcgravi de Namur (1355 -1418)
- Eduard III (1377-1415), duc de Bar, mort a la batalla d'Agincourt
- Lluís (mort el 1431), bisbe de Verdun i cardenal.
- Violant la Jove (morta el 1421), casada amb Adolf duc de Juliers (Jülich) i de Berg († 1437)
- Joan (1380 -1415), senyor de Puisaye, mort a la batalla d'Agincourt o Azincourt
- Bonna morta el 1400), casada el 1393 amb Walerà III de Luxemburg (1357 -1415), comte de Ligny-en-Barrois i de Saint Pol
- Joana (morta el 1402); casada el 1393 amb Teodor Paleòleg, marquès de Montferrat (1361 -1418)

## Infància
Robert tenia menys d'un any quan el seu pare va morir i el seu germà gran, Eduard II, va esdevenir comte de Bar sota la regència de la seva mare. Com els dos germans eren de constitució feble, Violant va demanar i va obtenir del papa Climent VI, per a ambdós, l'autorització de menjar carn durant els períodes d'abstinència.
Quan el seu germà va morir, no tenia més que uns set anys, i el problema de la regència es va plantejar de manera diferent que set anys abans. En efecte, la seva mare estava a punt de casar-se de nou amb Felip de Navarra, comte de Longueville, de la dinastia Evreux, que disputava la reialesa a Joan II de França. D'altra banda, Joana de Bar (1295 -1361), comtessa de Warren, filla del comte Enric III de Bar, va fer saber al rei que estava llesta per assumir la regència. El parlament de París, per orde del 5 de juny de 1352, va decidir que el Barrois era un feu reial i va confiar la regència a Joana de Bar el 27 de juliol de 1352. Violant de Flandes, que al principi havia renunciat a la regència, va revocar la seva decisió i va aixecar tropes per combatre Joana de Bar. El rei Joan II el Bo va haver d'intervenir i obligar Violant a renunciar el 2 de juliol de 1353.

## L'erecció del ducat de Bar
Una qüestió de precedència va portar a l'erecció del comtat de Bar en ducat. En efecte, la senyoria de Pont-à-Mousson havia estat erigida en marquesat, i les actes esmentaven a Robert com a marquès de Pont-a-Mousson i comte de Bar, cosa que, per als nobles barresos, era il·lògic, ja que el Barrois era territorialment més important que Pont-a-Mousson. Per resoldre aquesta anomalia, l'emperador Carles IV va erigir el Barrois (i Luxemburg) en ducats.
La derrota de l'exèrcit francès a la batalla de Poitiers (1356) va privar a Joana de Bar del suport del rei, que fou fet presoner. Violant va reprendre la regència i Robert fou armat cavaller el desembre de 1356.

## Majoria d'edat i maduresa
Fou declarat major el 8 de novembre de 1359 i va assistir a la consagració del rei Carles V de França a Reims el 19 de maig de 1364, i després al de Carles VI de França el 4 de novembre de 1380. Durant el regnat de Carles V, va participar el 1374 en diverses expedicions militars destinades a fer fora als anglesos de Normandia.
El 1401, va cedir el ducat al seu fill Eduard III reservant-se'n l'usdefruit, apartant el seu net Robert, fill d'Enric, senyor de Marle. Aquest últim intentarà oposar-s'hi per un procés al Parlament de París que durarà de 1406 a 1409, però sense èxit.
La bogeria de Carles VI va enfrontar el duc d'Orleans Lluís I amb el duc de Borgonya Joan I Sense Por. Robert I, del qual els seus estats eren fronterers de França i de Borgonya, va sostenir el duc d'Orleans, però després de l'assassinat d'aquest últim, va restar cada vegada més en el seu ducat a causa de les crisis de gota que li impedien caminar.